# Escola Anglo-Chinesa Independente
A Escola Anglo-Chinesa Independente é uma das escolas de topo de Singapura. É descendente da escola original, estabelecida em 1886 por Bishop William F. Oldham na Rua Amoy 70, Singapura uma de um grupo de instituições educacionais coletivamente conhecidas como Escola Anglo-Chinesa. No reconhecimento do seu status de Independente, a escola, até então conhecida como Escola Secundária Anglo-Chinesa (ACSS), passou a ser conhecida como Escola Anglo-Chinesa Independente (ACS Independente) em 1988. Esta mudou-se para a sua localização atual, na Dover Road em 1992. Os trabalhos de extensão da área da escola começaram em 2005 e agora a área total da escola consiste em 11 hectares de terra, várias salas de aulas e laboratórios, uma direção de esscola e múltiplas facilidades para prática desportiva. A extensão da escola custou 58 milhões de Dólares Singapuranos (DS), dos quais a maior parte foi subsidiada pelo Ministério da Educação Singapurano. A quantia restante (rigorosamente 12 milhões de DS), foi suportada por alguns fundos angariados.
A ACS Independente foi regularmente classificada como uma das escolas secundárias de topo na Singapura no agora extinto ranking oficial das escolas, publicado pelo Ministério da Educação. A ACS Independente é reconhecida pela excelência académica, cultural e desportiva.
Actualmente, a escola oferece 2 Rotas de Educação principais - a "Express Stream" e o "Integrated Programme". A "Express Stream" é um Curso de 4 Anos acumulando com o Nível de Examinações Ordinário, enquanto que o "Integrates Programme" é um curso de 6 anos que conduz ao "International Baccalaureate Diplom Programme".
Actualmente, o Principal e CEO da escola é o Dr. Ong Teck Chin, que começou a administrar em 1994; o Prior principal é o Professor Associado Lawrence Chia.

## História

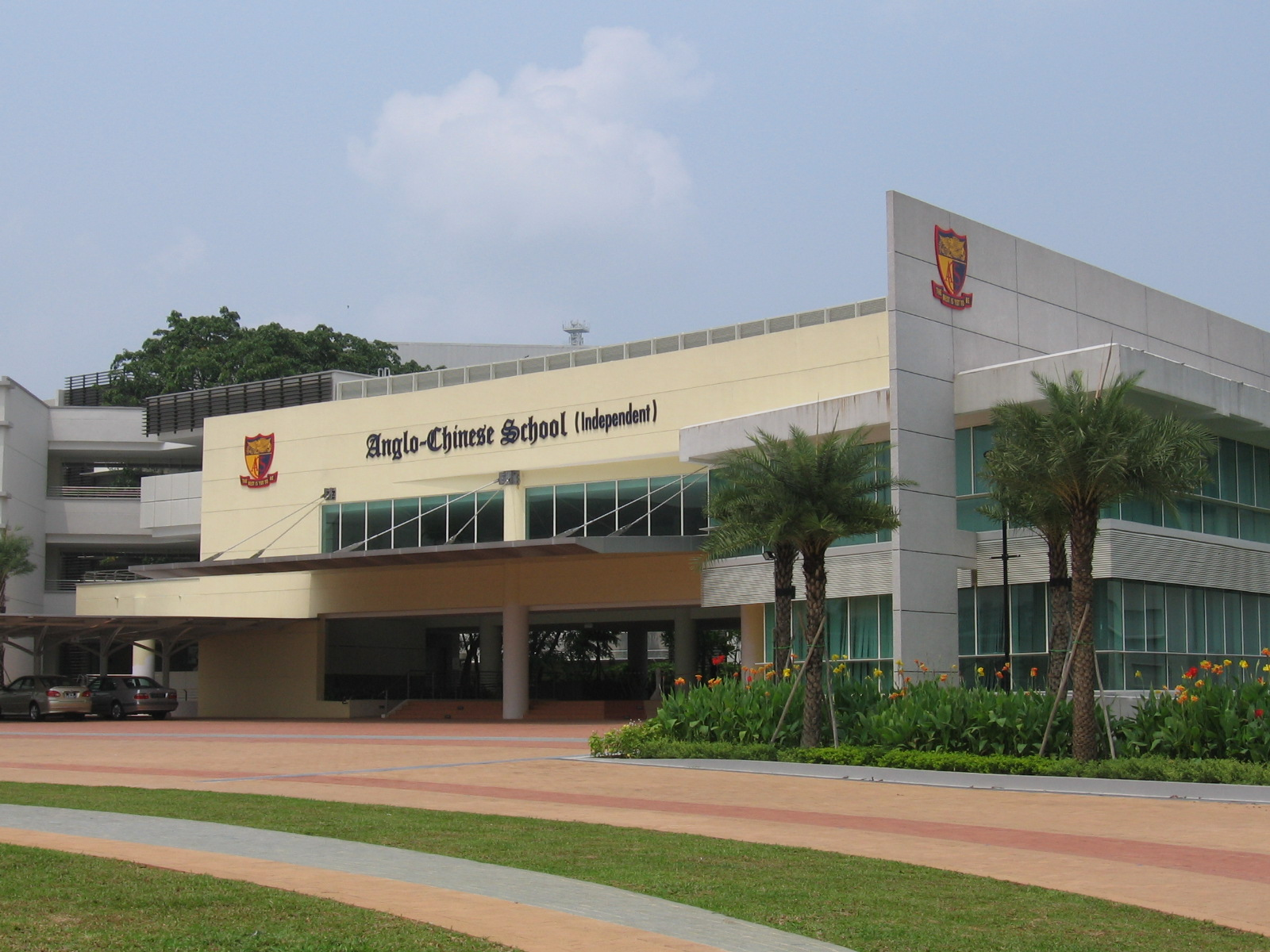
Escola Anglo-Chinesa.

A ACSS teve o status independente oferecido pelo Ministério da Educação de Singapura em 1987. Este status foi aceite pelo Quadro de Governadores da ACS nesse ano. Entre 1987 e 1989, foram elaborados planos para estabelecer a ACS num novo espaço na Dover Road. Muitas angariações de fundos foram organizadas. 1 de Março de 1989 ficou marcado pela cerimônia de lançamento da 1º Pedra no novo sítio na Dover Road. Este foi realizado em conjunto com as celebrações anual do Dia de Fundos. Em Janeiro de 1992, a mudança para o novo espaço ficou completa. O sítio foi oficialmente aberto pelo Dr. Richard Hu, pelo Ministro das Finanças de Singapura, a 1 de Março de 1993, no 107º aniversário da escola fundada por Bishop Oldham. Em 2008, a escola celebrou 20 anos de independência, tendo uma celebração de 2 dias de duração, a 29 de Fevereiro e 1 de Março de 2008. O evento foi promovido pelo Dr. Tony Tan. A escola lançou um a edição limitada de um conjunto de selos para uso local e um livro de 20º Aniversário.

## Atividades Extra-curriculares
Como todas as escolas secundárias na Singapura, é obrigatório para todos os estudantes participarem numa atividade extra-curricular (CCA). Na ACS Independente, cada estudante participa em 2 CCA: uma Organização Uniforme de Estudantes (OUE) e uma entre outra atividade, ou cultural, ou desportiva, ou Clubes, ou Sociedades. As várias atividades disponíveis estão listadas a baixo.
| - Desportos - Aikido - Badmínton - Basquetebol - Bowling - Canoagem - Críquete - Cross-country - Esgrima - Futebol - Golfe - Hóquei - Natação - Netbol - Rugby - Pista & Campo - Polo Aquático - Softbol - Squash - Tênis de mesa - Tênis - Tiro - Vela - Wushu - OUEs - Corpo Nacional de Cadetes (Ar) - Corpo Nacional de Cadetes (Terra) - Corpo Nacional de Cadetes (Mar) - Corpo Nacional de Cadetes Polícias (NCDCC) - Corpo Nacional de Cadetes Polícias (Terra) - Corpo Nacional de Cadetes Polícias(Mar) - Brigada de Rapazes - Escuteiros - St John’s Ambulance Brigade - Banda Sinfónica | - Serviços - Imprensa ACS - COMPSERV \| CST - Equipa de Fontes Jornalísticas - Direcção de Prefeitos - Concílio de Estudantes - Equipa de Serviços da Biblioteca - Clubes e sociedades - Companhia Cristã - Clube de Atividades Outdoor - Clube de Arte - Clube de Astronomia - Clube de Debates - Clube Interativo - Clube de Turismo - Clube de Saúde e Fitness - Clube de Xadrez - Clube de Xadrez Chinês - CyberAC - Desafio de Pesquisa Científica - Equipa de Competição Matemática - Grupo Focado no Ambiente - Produções Jornalísticas AC - Sociedade Cooperativa Multi-Ocasiões - Sociedade Fotográfica | - Casas - Cheong Koon Seng - Goh Hood Keng - Oldham - Tan Kah Kee - Thoburn - Lee Seng Gee - Shaw Vee Ming - Tan Chin Tuan - Actividades Culturais - Actuações de Arte Chinesa - Coro - Clube de Dança - Clube de Teatro - Orquestra de Guitarra - Orquestra Filarmónica |

## Referências gerais

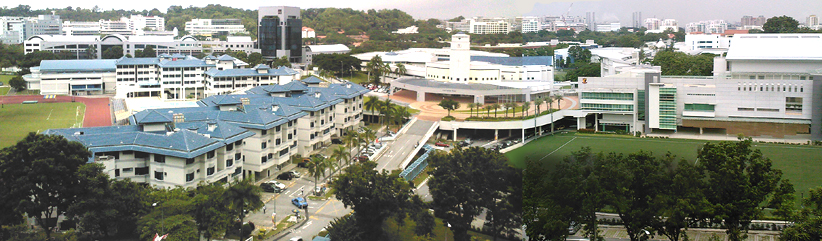
Panorama da Escola Anglo-Chinesa.